# Erwin Schramm (Politiker, 1898)
Erwin Schramm (* 12. März 1898 in Irmsdorf, Mähren; † 30. November 1991 in Wiener Neustadt) war ein österreichischer Politiker (SPÖ). Er war Stadtrat von Wiener Neustadt und 1962 Abgeordneter zum österreichischen Nationalrat.

## Leben
Schramm besuchte nach der Volksschule die gewerbliche Fachschule und erlernte den Beruf des Schlossers.

## Politik
Er war zwischen 1930 und 1934 als Wanderlehrer der Reichsorganisation der Schul- und Kinderfreunde im Burgenland aktiv und von 1927 bis 1934 Gemeinderat in Neufeld an der Leitha. Infolge des Österreichischen Bürgerkrieges wurde er 1934 verhaftet und im Anhaltelager Kaisersteinbruch sowie Anhaltelager Wöllersdorf inhaftiert. Nach dem Zweiten Weltkrieg war er von 1946 bis 1965 Stadtrat in Wiener Neustadt und Bezirkssekretär der SPÖ Wiener Neustadt. Er vertrat die SPÖ kurzfristig vom 26. Juni 1962 bis zum 14. Dezember 1962 im Nationalrat.

## Anerkennungen
- 1977 wurde ihm das Ehrenzeichen für Verdienste um die Befreiung Österreichs verliehen.[1]